# Carlos de Pena
Carlos María de Pena Bonino (Montevideo, Uruguay, 1992. március 11. –) uruguayi labdarúgó, az Internacional játékosa kölcsönben a Dinamo Kijiv csapatától. Balhátvédként és balszélsőként is képes pályára lépni.

## Pályafutása
De Pena 2013. február 19-én, egy Deportivo Toluca elleni Copa Libertadores-mérkőzésen mutatkozott be a Nacionalban. 2015. szeptember 1-jén leigazolta az angol Middlesbrough. Egyes források szerint az angol klub egy 2,6 millió font körüli összeget fizetett érte. Tétmeccsen szeptember 22-én, egy Wolverhampton Wanderers ellen 3-0-ra megnyert Ligakupa-meccsen debütált.

## Külső hivatkozások
- Carlos de Pena pályafutásának statisztikái a Soccerbase oldalon (angolul)

- Statisztikái az ESPN FC-n
- Carlos de Pena adatlapja a Soccerway oldalon (angolul)